# Muzeum Ziemi Piskiej w Piszu
Muzeum Ziemi Piskiej w Piszu – muzeum z siedzibą w Piszu. Placówka jest miejską jednostką organizacyjną, a jej siedzibą są przyziemia piskiego ratusza.
Historia muzealnictwa w Piszu sięga okresu lat przed II wojną światową, kiedy to na poddaszu oddanego w 1901 roku ratusza działało muzeum regionalne. Jego zbiory nie przetrwały jednak działań wojennych.
Ponowne utworzenie placówki muzealnej miało miejsce w 1969 roku z inicjatywy Powiatowego Ośrodka Kultur oraz Towarzystwa Miłośników Ziemi Piskiej. Pierwszą siedzibą muzeum był przedwojenny magazyn tutejszego browaru, zwany Basztą. W latach 1975–1985 funkcjonowało jako oddział Muzeum Okręgowego w Suwałkach. W 1985 roku placówka usamodzielniła się, a jego zbiory zostały przeniesione do pomieszczeń ratusza.
W ramach ekspozycji stałej prezentowane są następujące wystawy:
- przyrodnicza, ukazująca mazurską faunę i florę oraz liczne skamieliny. Wśród eksponatów zobaczyć można m.in. rogi tura,
- historyczna, w skład której wchodzą znaleziska archeologiczne (najstarsze pochodzące z X wieku p.n.e.), liczne starodruki i dokumenty (w tym wydawnictwa mazurskich staroobrzędowców), a także militaria, numizmaty meble oraz stare fotografie miasta i okolic,
- etnograficzna, prezentująca tutejszą kulturę ludową.

Placówka jest obiektem całorocznym, czynnym z wyjątkiem poniedziałków i dni poświątecznych.